# Виктор Томић
Виктор Томић (Ауспанд, 21. новембар 1907 — Рим, 7. април 1947) био је официр Усташке војнице и припадник Усташког покрета. Августа 1942. предводио је масовне репресалије према српском становништву Срема, познате као Акција Виктора Томића. 

## Биографија
Рођен је 21. новембра 1907. године у Ауспанду у Аустроугарској. Радио је као трговачки помоћник, а касније као чиновник у загребачком Меркуру. Власти Краљевине Југославије су га прогласиле војним бјегунцем, због избјегавања служења редовног војног рока. Након хапшења, осуђен је на 3 године затвора. У Сељачкој слози, културно-просвјетном друштву Хрватске сељачке странке, истицао се по радикалним ставовима средином тридесетих година 20. вијека. Заједно са Божидаром Церовским, као чланови тајне организације Матија Губец, изводе неуспјешни атентат на грофа Јосипа Бомбела у Загребу 1940. године.
Бјежи из државе и емигрира у Италију, гдје се придружује усташама. Враћа се након проглашења Независне Државе Хрватске 1941. године, од јула исте године брине о сигурности Анте Павелића. Од почетка 1942. управник је 4. бироа Усташке надзорне службе. На љето 1942. руководи операцијама на подручју Срема у којима страда српско становништво, због чега су њемачке власти уложиле протеста и тражиле од власти НДХ да Томића смијене. Акцију сличног типа спроводи и на простору Бјеловара од септембра до октобра 1942. Након укидања УНС, краткотрајно руководи сигурносном службу Поглавниковог тјелесног здруга.
Ухапшен је на јесен 1943. године, због припремања атентата на министра Младена Лорковића, али се након пуштања из кућног притвора склонио у Будимпешту. Крајем године се враћа у Загреб и постаје начелник извјештајног одјељења Усташке војнице и добија чин потпуковника. У мају 1945. бјежи у Аустрију и скоро двије године проводи по логорима у Аустрији и Италији.
На крају је пребачен у римски затвор Регина Елена, који је био под британским надзором. Када му је саопштено да ће бити изручен југословенским властима, извршио је самоубиство 7. априла 1947. године пререзавши жиле на руци.